# غيمان

تعديل مصدري - تعديل

غيمان هي مدينة ومركز مديرية سنحان وبني بهلول بمحافظة صنعاء ( )اليمنية، بلغ تعداد سكانها 1314 نسمة حسب الإحصاء الذي أجري عام 2004، تقع " قرية غيمان " في جنوب شرق العاصمة صنعاء و تبعد حوالي 20 كم إلى الشرق عن العاصمة صنعاء .وهي قرية تحتوي على خرائب يعود تاريخها إلى عصور ما قبل الإسلام

## التسمية
كان يوجد في غيمان قصر من قصور حمير ويسمى (المقلاب) لأنه يوجد به نوافذ بعدد أيام السنة، وكانت الشمس تدخل كل يوم من نافذة، وقد سميت بغيمان نسبة لغيمان بن الأخنس أحد ملوك التبابعة. وقد أطلق الاسم فيما بعد – عند الإخباريين - على الأكمة التي تقع فيها الخرائب ، وفي مقدمتهم يأتي " الهمداني " .
" فبنو غيمان " كانوا يشكلون " أذوائية " في جنوب أراضي قبيلة سُمعي الكبيرة وشمال أراضي قبيلة ذي جرة ، وقد لعبوا أدواراً في تاريخ اليمن القديم - خاصة - في ( القرون الميلادية الثلاثة الأولى ) ، ويندرجون تحت لواء الدولة السبئية فقد ساندوا الدولة السبئية ، في حروبها التقليدية مع الحميريين ـ

## التاريخ
سكن غيمان أسعد الكامل من ملوك حمير التبابه وكانت مقراً لحكمه وقد تم دفنه فيها ودل ذلك من شعره الموجود في كتاب الإكليل:
```
غيمان محفوفة بالكروم لها بهجة ولها منظر
قد قبر بها من مضى من آبائنا وبها نقبر  
وإذا ما قبرنا بها حشونا مقابرنا الجوهر
```

يقال أن اسعد الكامل كان أقوى التبابعه الحميريين وقد سمي بأسعد الكامل لأن حكمه شمل اليمن بالكامل واسمه هو: أسعد تبع بن معد يكرب.

## معالم القرية
- توجد في غيمان مقابر الحميريين وتوجد في جبل اسمه (يعوق) وأثارها ماتزال موجودة، ومما يحكيه رعاة المواشي أنهم عندما كانوا يذهبون للرعي في يعوق يجدوا أن المقابر قد حفرت ولا يعلمون من الفاعل لإن ذلك كان يتم ليلاً.
- يوجد في غيمان بئر تسمى (بئر الكلب).. وفيها نفق تحت الأرض من البئر حتى القرية وآثاره ما زالت موجوده حتى يومنا هذا. * تحكي الأساطير أن آخر معركة بين الأحباش -عندما احتلوا اليمن بقيادة ابرهة- وبين اليمنيين كانت في غيمان وأن الأحباش حاصروا القرية وفي يوم من الأيام نزلت إحدى السيدات توصل الماء من البئر عبر النفق ونزل معها كلب وعندما وصلت البئر شاهد الكلب ظل الحبشي فنبح ومنها سميَ بئر الكلب.

## غيمان في العصر الحديث
- تعد غيمان من أكبر قرى بني بهلول وكانت مركز الناحية إلى منتصف الثمانينات من القرن العشرين حتى ضُمت مع سنحان في مديرية واحدة.
- في بداية الثمانينات وحتى الآن حفرت فيها أكثر من عشرين بئر ارتوازية وتم إنشاء سد يغذي الآبار المشار إليها.
- تشتهر غيمان بزراعة التين الشوكي (البلس التركي أو الصبار) والذي يتم تصديره إلى بعض الدول سابقا وتم إيقاف التصدير إلى الدول بسبب الحصار، اما حالياً يتم التصدير إلى صنعاء و بعض المحافظات على مدار العام ويعتبر من أفضل أنواع التين على الإطلاق.
- أيضاً يوجد فيها وكالات ومحلات لبيع وإنتاج وتسويق وتصدير التين الشوكي.